# Ameles picteti
Ameles picteti är en bönsyrseart som beskrevs av Henri Saussure 1869. Ameles picteti ingår i släktet Ameles och familjen Mantidae. Inga underarter finns listade i Catalogue of Life.